# Chaumont Volley-Ball 52
O Chaumont Volley-Ball 52 é um time francês de voleibol masculino da cidade de Chaumont, do departamento do Alto Marne. Atualmente o clube disputa a Marmara SpikeLeague, a primeira divisão do campeonato francês.

## Histórico
A origem do clube deu-se a partir de 1963 quando chama-se "ASPTT Chaumont", cujo presidente da época foi Robert Jeanmougin, responsável pela fundação do departamento de voleibol. Em 1976 ascendeu a terceira divisão quando conquistou o título da Copa da França da ASPTT de Clubes. Em 1990 assume a presidência Martial Guillaume, depois ascende a segunda divisão e ocorreu a profissionalização em 1993 e em 1996 disputava a segunda divisão, chamada Pro B, e nascia o Chaumont Volley-Ball 52 Haute-Marne nasceu.
O êxito do departamento e a população da cidade sede apoio e acompanhou o crescimento e desenvolvimento do clube desde 1998, quando assumia a presidência Christian Marcenac. Em 2001 significativas mudanças na política de treinamento promovida pelo novo presidente Chantal Thévenot ampliou as categorias de base e o departamento de voleibol feminino.
A partir da temporada 2001–02 chega à presidência Gilbert Gléyot, que deu continuidade ao desenvolvimento objetivo de chegar a elite nacional em quatro anos (Pro A). No verão de 2004, ocorre a saída do técnico Olivier Lardier, sendo substituído por Pompiliu Dascalu. No final de uma temporada regular de 2004–05, disputou os playoffs com chances de ascender à Pro-A, mas não alcançou a promoção.
Em 2006 terminou na quinta posição na Liga Pro B. Em 2007, mesmo com cortes no orçamento, Eric Vigneron passa a presidir o clube e busca a elite nacional, mas termina em sétimo lugar, terminando em décimo na seguinte, na posterior chega a disputar o playout e consegue permanecer na décima primeira posição; no ano de 2009 chega ao fim a era Dascalu.
Na temporada 2009–10, assume a presidência Bruno Soirfeck e assume o comando técnico do time Nikola Matijasevic, terminando em segundo lugar na agora chamada Ligue B, e no período seguinte contratam o romeno Laurentiu Lica e os norte-americanos Brian Thornton e Eric Vance, além do porto-riquenho Alexis Mathias, terminando na terceira posição, chegando as semifinais da Copa da França.
Na jornada de 2011–12, após um início irregular, o time que se encontrava em sexto lugar alcançou a fase final em segundo após chegada de Yannick Bazin e avançou aos playoffs e alcançou a promoção a Ligue A no dia 19 de maio de 2012 e desde então não retrocedeu mais a divisões inferiores.
No período de 2016–17 disputou a Taça Challenge pela terceira vez. Nathan Wounembaina e demais atletas fizeram uma grande campanha e avançam as semifinais e eliminam o time turco Ziraat Bankası ao vencer em casa o primeiro jogo por 3 sets a 1, e mesmo perdendo o jogo de volta por 3 sets a 2, avançou para a final. Final esta contra o russo Fakel Novy Urengoy, onde perdeu os dois jogos por 3 sets a 1 e ficou com o vice-campeonato.
Na liga francesa, com atuação de Stéphen Boyer e seus parceiros, o time ganha seu primeiro título nacional, em 6 de maio de 2017. Após a conquista do título, o clube se qualifica para a disputar a Supercopa Francesa, sendo a primeira aparição do clube nesta competição. Enfrentando o GFCO Ajaccio, então campeão da Copa da França, a equipe da comuna de Chaumont foi superado no primeiro set, porém virou a partida e se sagrou campeão da Supercopa Francesa de 2017.
Após os vice-campeonatos da Copa da França em 2018 e 2019, a equipe de Chaumont enfrentou e venceu o Tours Volley-Ball – maior campeão desta competição – por 3 sets a 2 e conquistou o único título nacional que faltava em sua galeria de troféus.

## Títulos

### Campeonatos continentais
Taça Challenge
- Vice-campeão: 2016–17

### Campeonatos nacionais
Campeonato Francês
- Campeão: 2016–17
- Vice-campeão: 2017–18, 2018–19, 2020–21, 2022–23

 Copa da França
- Campeão: 2021–22
- Vice-campeão: 2017–18, 2018–19

 Supercopa Francesa
- Campeão: 2017, 2021
- Vice-campeão: 2022, 2023

 Campeonato Francês - Ligue B
- Campeão: 2009–10, 2011–12

## Elenco atual
Atletas selecionados para disputar a temporada 2023–24.
| Camisa                  | Nome              | Altura (m) | Posição    |
| ----------------------- | ----------------- | ---------- | ---------- |
| 1                       | Joe Worsley       | 1,85       | Levantador |
| 2                       | Théo Durand       | 1,80       | Líbero     |
| 4                       | Tom Liot          | 1,89       | Levantador |
| 5                       | Michael Marshman  | 2,01       | Central    |
| 7                       | Niko Suihkonen    | 1,91       | Ponteiro   |
| 9                       | Pierre Toledo     | 1,97       | Oposto     |
| 10                      | Daniel McDonnell  | 2,00       | Central    |
| 12                      | Victor Cardoso    | 2,00       | Ponteiro   |
| 15                      | Patrick Gasman    | 2,08       | Central    |
| 16                      | Filip Sestan      | 1,95       | Ponteiro   |
| 19                      | Sebastián Closter | 1,80       | Líbero     |
| 20                      | Julien Lecat      | 1,93       | Ponteiro   |
| 23                      | Patrik Indra      | 2,00       | Oposto     |
| Técnico: Silvano Prandi |                   |            |            |